# Michael Oliver (sędzia piłkarski)
Michael Oliver (ur. 20 lutego 1985 roku w Ashington) – angielski sędzia piłkarski. Od 2012 roku sędzia międzynarodowy.
Oliver znalazł się na liście 19 sędziów Mistrzostw Europy 2020.

## Sędziowane mecze Mistrzostw Europy 2020
| Mecz                   | Data       | Miejsce                          | Runda        | Wynik      | Żółta kartka | Czerwona kartka |
| ---------------------- | ---------- | -------------------------------- | ------------ | ---------- | ------------ | --------------- |
| Węgry – Francja        | 19.06.2021 | Puskás Aréna, Budapeszt          | Faza grupowa | 1:1        | 2            | 0               |
| Szwecja – Polska       | 23.06.2021 | Stadion Kriestowskij, Petersburg | Faza grupowa | 3:2        | 3            | 0               |
| Szwajcaria – Hiszpania | 2.07.2021  | Stadion Kriestowskij, Petersburg | Ćwierćfinał  | 1:1 k. 1:3 | 3            | 1               |

## Sędziowane mecze Mistrzostw Świata 2022
| Mecz                      | Data       | Miejsce                           | Runda        | Wynik        | Żółta kartka | Czerwona kartka |
| ------------------------- | ---------- | --------------------------------- | ------------ | ------------ | ------------ | --------------- |
| Japonia – Kostaryka       | 27.11.2022 | Ahmad bin Ali Stadium, Al-Rajjan  | Faza grupowa | 0:1          | 6            | 0               |
| Arabia Saudyjska – Meksyk | 30.11.2022 | Lusail Stadium, Lusajl            | Faza grupowa | 1:2          | 7            | 0               |
| Chorwacja – Brazylia      | 9.12.2022  | Education City Stadium, Al-Rajjan | Ćwierćfinał  | 1:1 (k. 4:2) | 5            | 0               |